# Кобелёво (Московская область)
Кобелёво — деревня в Шатурском муниципальном районе Московской области. Входит в состав городского поселения Шатура. Население — 138 чел. (2010).

## Расположение
Деревня Кобелёво расположена в северо-западной части Шатурского района, расстояние до МКАД порядка 124 км. Высота над уровнем моря 128 м.

## Название
В письменных источниках деревня упоминается как Кобелево.
Название связано с некалендарным личным именем Кобель.

## История
Впервые упоминается в писцовой Владимирской книге В. Кропоткина 1637—1648 гг. как деревня Кобелево стана Сенег Владимирского уезда. Деревня принадлежала Фёдору Ивановичу Шереметеву.
Последним владельцем деревни перед отменой крепостного права был штабс-ротмистр Михаил Иванович Головин.
После отмены крепостного права деревня вошла в состав Старовской волости.
В советское время деревня входила в Петровский сельсовет.

## Население
| 1859 | 1868 | 1885 | 1905 | 1926 | 1931 |
| ---- | ---- | ---- | ---- | ---- | ---- |
| 152  | ↗199 | ↗240 | ↗316 | ↗321 | ↗536 |
| 1970 | 1993 | 2002 | 2006 | 2010 |      |
| ↘127 | ↘118 | ↗132 | ↘126 | ↗138 |      |